# آلپ‌ارسلان تورکش

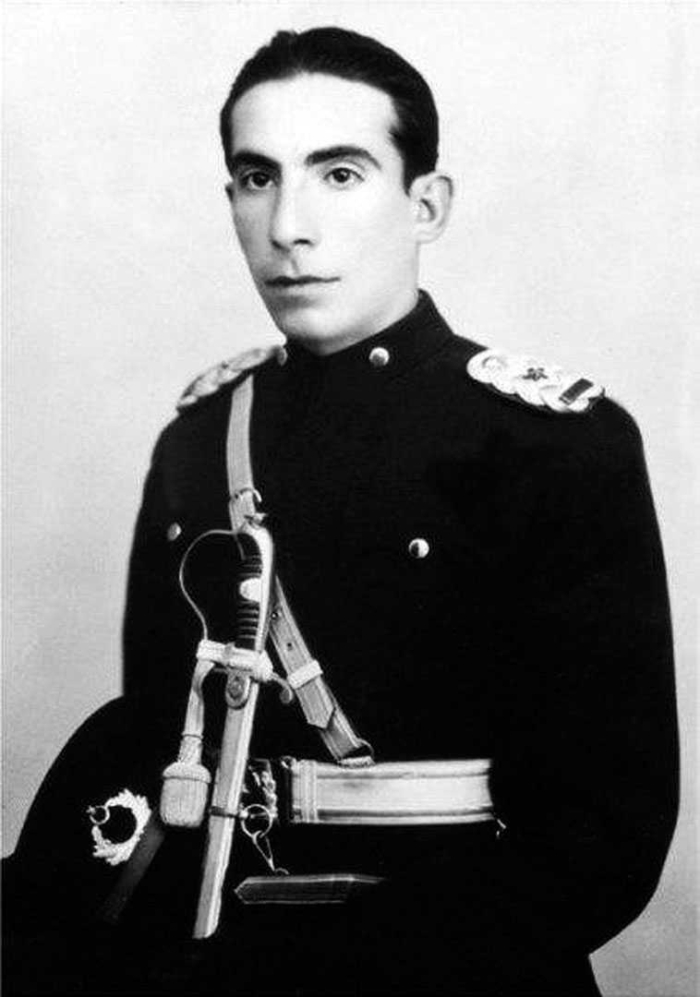
آلپ ارسلان در دوران جوانی

آلپ‌ارسلان تورکِش (به ترکی استانبولی: Alparslan Türkeş) (زاده ۲۵ نوامبر ۱۹۱۷ نیکوزیا – درگذشته ۴ آوریل ۱۹۹۷ آنکارا) با نام اصلی «حسین فیض‌الله» سیاست‌مدار ملی‌گرای اهل ترکیه بود. تورکش بنیانگذار و رئیس حزب جنبش ملی‌گرا یا همان حزب جنبش ملی(به انگلیسی(MHP)بود. او که جناح دست راست را در طیف سیاسی ترکیه نمایندگی می‌کرد در سال ۱۹۴۵ به اتهام «فعالیت‌های فاشیستی و نژادپرستانه» محاکمه شد اما در سال ۱۹۴۷ در دادگاه تبرئه گشت. وی در دهه ۱۹۴۰ در جنگ جهانی دوم به طرفداری از آلمان متهم شد.
پس از مرگ تورکش، افشا شد که وی دو تریلیون لیره ترک از فدراسیون اروپایی ترکیه اختلاس کرده‌است. گروه پان‌ترکیست تورکش بخشی از پول این اختلاس‌ها را برای پشتیبانی از جنگ دوم چچن و کمک به ابوالفضل ایلچی‌بیگ در جمهوری آذربایجان استفاده کردند.

## پیشینه
آلپ‌ارسلان تورکش در نیکوزیا، پایتخت قبرس، به‌دنیا آمد ولی در سن پانزده‌سالگی به جمهوری ترکیه آمد. وی در ترکیه افسر ارتش شد، ولی در اواخر دومین دهه عمرش، عمیقاً در فعالیت‌های سیاسی جناح راست درگیر شد. او در پایان جنگ جهانی دوم و در زمانی که نسبت به طرفداران پان‌ترکیسم واحد سختگیری می‌شد مدت کوتاهی به زندان افتاد. در سال ۱۹۶۰ نقش مهمی در کودتای نظامی علیه دولت عدنان مندرس ایفا کرد و از عناصر تندروی شورای نظامی (کمیته اتحاد ملی) به‌شمار می‌رفت که پس از کودتا حکومت کشور را به‌دست گرفته بود؛ ولی او و هوادارانش کمی بعد پاکسازی شدند و وقتی میانه‌روها کشور را به مسیر دموکراسی بازمی‌گرداندند، آلپ‌ارسلان، آرام و بی صدا، به سمت وابسته نظامی ترکیه در دهلی نو منصوب شد. در سال ۱۹۶۳، او با رها کردن سمت خود به ترکیه بازگشت و وارد سیاست شد. تا سال ۱۹۶۵، وی به ریاست «حزب جمهوری‌خواه دهقان و ملت» رسید (که پس از سال ۱۹۶۹ «حزب ملی‌گرایانه اقدام» نام گرفت) و تا زمان مرگش، از شخصیت‌های سیاسی برجسته در حیات ترکیه بود و در برخی از دولت‌های ائتلافی به کابینه راه یافت.